# Rue Alfred-Fouillée
Pour les articles homonymes, voir Alfred Fouillée et Fouillée.
La rue Alfred-Fouillée est une voie du 13e arrondissement de Paris, en France.

## Situation et accès
La rue Alfred-Fouillée est une voie publique située dans le 13e arrondissement de Paris. Elle débute au 117, boulevard Masséna et se termine au 2, avenue Léon-Bollée.

## Origine du nom

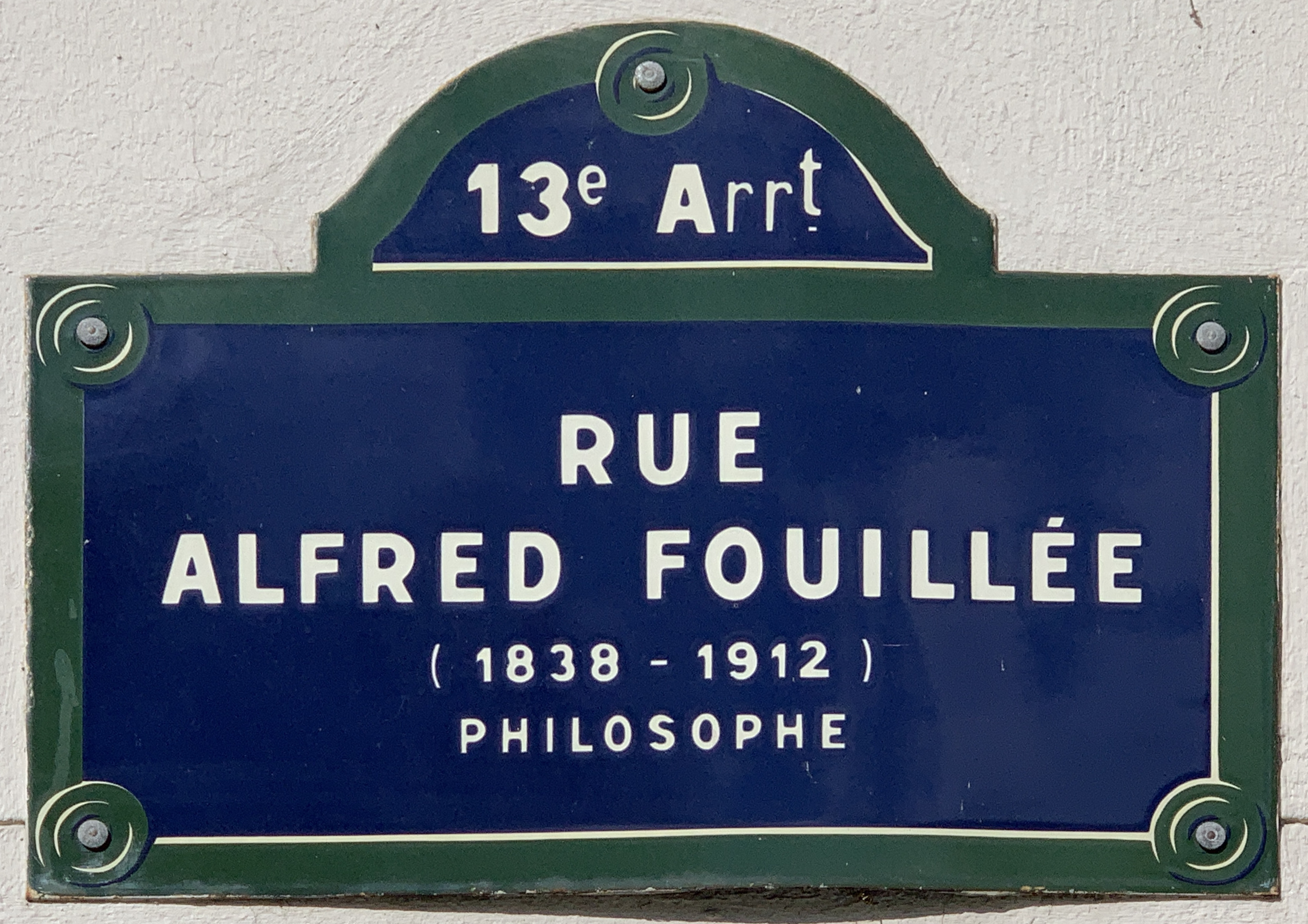
Plaque de la rue.

Elle porte le nom du philosophe français Alfred Fouillée (1838-1912).

## Historique
Cette rue est ouverte et a pris son nom actuel en 1932, sur l'emplacement du bastion no 88 de l'enceinte de Thiers.